# Duch w sieci
Duch w sieci (ang. Ghost in the Wires) – autobiografia znanego amerykańskiego hakera Kevina Mitnicka, napisana przy współudziale Billa Simona. To trzecia, po Sztuce podstępu i Sztuce infiltracji, książka tych autorów.
Duch w sieci opisuje życie Kevina Mitnicka od wczesnych lat szkolnych do roku 2010. Książka została podzielona na 4 części:
1. Część I. Narodziny hakera[1] - obejmuje okres od drugiej połowy lat 70. do końca 1991 roku, kiedy poznaje Erica Heinza - hakera pracującego dla FBI. Mitnick opisuje swoje trudne dzieciństwo[2], pierwsze wyczyny hakerskie, fascynację phreakingiem, poznanie swojej żony i ślub, naukę w college’u, pierwszą pracę zarobkową, a także pierwsze spotkanie z agentami FBI, aresztowanie oraz ucieczkę.
2. Część II. Eric[3] - obejmuje okres od początku 1992 roku, kiedy to Mitnick dowiedział się o śmierci swojego przyrodniego brata Adama, do Wigilii Bożego Narodzenia, kiedy Mitnick ucieka przed aresztowaniem i zostaje uznany za zbiega. Jest to okres, w którym Autor znajduje się na zwolnieniu warunkowym. Dowiadując się o śmierci brata wraca do hackingu.
3. Część III. Ścigany[4] - obejmuje okres od końca 1992 roku do grudnia 1994 roku. W czasie ukrywania się przed władzami Mitnick kilkukrotnie zmienia swoją tożsamość i miejsce zamieszkania. Autor opisuje techniki, których użył w celu włamania się do wielu znanych firm telekomunikacyjnych m.in. Sun, Novell, Motoroli, NEC Electronics czy Nokii.
4. Część IV. Koniec i początek[5] - obejmuje okres od Wigilii Bożego Narodzenia 1994, podczas której Mitnick dokonuje włamania do komputera Tsutomu Shimomury (człowieka, który przyczynił się do schwytania Mitnicka przez FBI[6]), aż do momentu rozpoczęcia pracy nad książką w 2010 roku. Autor opisuje okoliczności jego zatrzymania przez FBI, przebieg rozprawy sądowej, odbywanie kary pozbawienia wolności, początki ruchu Free Kevin, wyjście na wolność, a także to, jak stał się pracującym legalnie specjalistą od zabezpieczeń komputerowych.

Cała książka podzielona jest na 38 rozdziałów. Każdy z nich rozpoczyna się zaszyfrowaną wiadomością, która jest pytaniem dotyczącym szczegółów z życia Mitnicka.
Przedmowę do autobiografii napisał Steve Wozniak, współzałożyciel Apple Inc., wieloletni przyjaciel Mitnicka.
Wydanie Ducha w sieci wiąże się z zakazem ujawniania szczegółów swojego życia, który nałożył na Mitnicka sąd federalny Stanów Zjednoczonych. Haker od lat przygotowywał się do napisania książki obalającej mity, które narosły wokół jego osoby oraz przedstawiającej okoliczności wszystkich aresztowań z jego własnej perspektywy. Zakaz sądowy przestał obowiązywać w 2010 roku. W 2011 w Stanach Zjednoczonych ukazała się pierwsza edycja autobiografii. Przetłumaczona przez Tomasza Maciosa rok później trafiła na polski rynek.